# Nesticus idriacus
Nesticus idriacus är en spindelart som beskrevs av Roewer 1931. Nesticus idriacus ingår i släktet Nesticus och familjen grottspindlar. Inga underarter finns listade i Catalogue of Life.